# オシムジャパン
オシムジャパン（Osim Japan）は、サッカー日本代表のうち、イビチャ・オシム監督在任中の代表チームを指す愛称。期間としては2006年7月から2007年11月までを指す。2010年に南アフリカで開催予定のワールドカップに向けた体制と見られていた が、オシム自身が健康を害したことによって退任し、岡田武史が急遽後任を務めた。

## 背景
2006年7月21日のオシム正式就任をもってオシムジャパンが誕生。この時期の日本サッカー界は、直前のドイツワールドカップ グループリーグ敗退を受け意気消沈していた。大会中に、海外でも実績を残した中田英寿が引退を発表するなど、日本サッカー界に閉塞感が漂いつつあったこの時期に、ジェフユナイテッド千葉で強化実績を上げていたオシムの就任は歓迎された。オシムの半生を綴った『オシムの言葉』（木村元彦著）がその年の高校向け課題図書となり注目されるなど、話題性の高いスタートとなった。

## 戦績

### 大会

#### 2007年
- AFCアジアカップ2007 - 4位
  - フェアプレーチーム賞受賞
  - 得点王：高原直泰

### 詳細
| 年月日       | 大会名                                   | 対戦国               | スタジアム                                     | 勝敗           | 得点者                          |
| ------------ | ---------------------------------------- | -------------------- | ---------------------------------------------- | -------------- | ------------------------------- |
| 06年8月9日   | キリンチャレンジカップ2006               | トリニダード・トバゴ | 国立霞ヶ丘競技場（東京）                       | ○2-0           | 三都主アレサンドロ2             |
| 06年8月16日  | AFCアジアカップ2007予選                  | イエメン             | 新潟スタジアム（新潟）                         | ○2-0           | 阿部勇樹、佐藤寿人              |
| 06年9月3日   | AFCアジアカップ2007予選                  | サウジアラビア       | アル・ファイサルスタジアム（ジッダ）           | ●0-1           | -                               |
| 06年9月6日   | AFCアジアカップ2007予選                  | イエメン             | アリー・モフセンスタジアム（サナア）           | ○1-0           | 我那覇和樹                      |
| 06年10月4日  | キリンチャレンジカップ2006               | ガーナ               | 横浜国際総合競技場（横浜）                     | ●0-1           | -                               |
| 06年10月11日 | AFCアジアカップ2007予選                  | インド               | スリー・カンテラーバスタジアム（バンガロール） | ○3-0           | 播戸竜二2、中村憲剛             |
| 06年11月15日 | AFCアジアカップ2007予選                  | サウジアラビア       | 札幌ドーム（札幌）                             | ○3-1           | 田中マルクス闘莉王、我那覇和樹2 |
| 07年3月24日  | キリンチャレンジカップ2007               | ペルー               | 横浜国際総合競技場（横浜）                     | ○2-0           | 巻誠一郎、高原直泰              |
| 07年6月1日   | キリンカップ2007                         | モンテネグロ         | 静岡エコパスタジアム（静岡）                   | ○2-0           | 中澤佑二、高原直泰              |
| 07年6月5日   | キリンカップ2007                         | コロンビア           | 埼玉スタジアム2002（さいたま）                 | △0-0           | -                               |
| 07年7月9日   | AFCアジアカップ2007 グループリーグ       | カタール             | ミィ・ディン国立競技場（ハノイ）               | △1-1           | 高原直泰                        |
| 07年7月13日  | AFCアジアカップ2007 グループリーグ       | アラブ首長国連邦     | ミィ・ディン国立競技場（ハノイ）               | ○3-1           | 高原直泰2、中村俊輔             |
| 07年7月16日  | AFCアジアカップ2007 グループリーグ       | ベトナム             | ミィ・ディン国立競技場（ハノイ）               | ○4-1           | 巻誠一郎2、遠藤保仁、中村俊輔   |
| 07年7月21日  | AFCアジアカップ2007 準々決勝             | オーストラリア       | ミィ・ディン国立競技場（ハノイ）               | △1-1 （PK4-3） | 高原直泰                        |
| 07年7月25日  | AFCアジアカップ2007 準決勝               | サウジアラビア       | ミィ・ディン国立競技場（ハノイ）               | ●2-3           | 中澤佑二、阿部勇樹              |
| 07年7月28日  | AFCアジアカップ2007 3位決定戦            | 韓国                 | ジャカ・バリン競技場（パレンバン）             | △0-0 （PK5-6） | -                               |
| 07年8月22日  | キリンチャレンジカップ2007               | カメルーン           | 大分・九州石油ドーム（大分）                   | ○2-0           | 田中マルクス闘莉王、山瀬功治    |
| 07年9月7日   | 3大陸トーナメント                        | オーストリア         | ベルターゼースタディオン（クラーゲンフルト）   | △0-0 （PK3-4） | -                               |
| 07年9月11日  | 3大陸トーナメント                        | スイス               | ベルターゼースタディオン（クラーゲンフルト）   | ○4-3           | 中村俊輔2、巻誠一郎、矢野貴章   |
| 07年10月17日 | AFCアジア／アフリカ チャレンジカップ2007 | エジプト             | 長居スタジアム（大阪）                         | ○4-1           | 大久保嘉人2、前田遼一、加地亮   |

## メンバー
| GK - 川口能活 - 川島永嗣 - 楢﨑正剛 - 西川周作 - 西部洋平 - 林彰洋 - 山岸範宏 | DF - 青山直晃 - 伊野波雅彦 - 内田篤人 - 加地亮 - 栗原勇蔵 - 駒野友一 - 小宮山尊信 - 近藤直也 - 今野泰幸 - 田中マルクス闘莉王 - 田中隼磨 - 坪井慶介 - 中澤佑二 - 水本裕貴 - 山口智 | MF - 阿部勇樹 - 家長昭博 - 稲本潤一 - 梅崎司 - 遠藤保仁 - 太田吉彰 - 柏木陽介 - 小林大悟 - 佐藤勇人 - 三都主アレサンドロ - 鈴木啓太 - 相馬崇人 - 中田浩二 - 中村憲剛 - 中村俊輔 - 中村直志 - 野沢拓也 - 橋本英郎 - 長谷部誠 - 羽生直剛 - 藤本淳吾 - 二川孝広 - 本田圭佑 - 松井大輔 - 水野晃樹 - 村井慎二 - 山岸智 - 山瀬功治 | FW - 大久保嘉人 - 我那覇和樹 - 黒津勝 - 近藤祐介 - 佐藤寿人 - 坂田大輔 - 杉本恵太 - 高原直泰 - 高松大樹 - 田中達也 - 播戸竜二 - 前田遼一 - 巻誠一郎 - 松橋章太 - 矢野貴章 |

- 2006年8月16日、イエメン戦にて佐藤勇人と佐藤寿人が後半途中出場し、日本サッカー史上初となる「双子選手の国際Aマッチ同時出場」が実現。